# Saint-Didier-d'Allier
Saint-Didier-d'Allier era una comuna francesa situada en el departamento de Alto Loira, de la región de Auvernia-Ródano-Alpes, que el 1 de enero de 2017 pasó a ser una comuna delegada de la comuna nueva de Saint-Privat-d'Allier al fusionarse con la comuna de Saint-Privat-d'Allier.

## Demografía
| Gráfica de evolución demográfica de Saint-Didier-d'Allier entre 1800 y 2014 |
|                                                                             |

Los datos demográficos contemplados en este gráfico de la comuna de Saint-Didier-d'Allier se han cogido de 1800 a 1999 de la página francesa EHESS/Cassini, y los demás datos de la página del INSEE.